# Мельник, Нелли Викторовна
Нелли Викторовна Мельник (род. 23 февраля 1938, Уреки) — русская советская певица (сопрано) и актриса.

## Биография
Родилась в 1938 году в селе Уреки, Грузинская ССР.
В 1965 году окончила Уральскую консерваторию, после год работала солисткой Свердловского театра оперы и балета.
С 1968 года — солистка Одесского театра оперы и балета. В 1977 году присвоено звание Заслуженная артистка Украинской ССР.

В искусстве Нелли Мельник счастливо сочетаются вокальная и сценическая одарённость, что всегда оказывает на слушателей громадное воздействие.— журнал «Советская музыка», 1970 год
В начале 1990-х ушла из театра, однако, в 2003 году в театре был проведён бенефис певицы.
Выступала как концертная певица, снялась в эпизодических ролях в двух фильмах «Одесской киностудии».
Супруг — оперный певец Валентин Иванович Анисимов (1937—2002), дочь — оперная певица Татьяна Анисимова (род. 1966).

## Фильмография
- 1980 — Кодовое название «Южный гром» — Тамара, старший сержант, регулировщица (роль озвучила Наталья Гурзо)
- 1989 — Дежа вю / Deja vu (СССР, Польша) — певица